# Erwin Waldschütz
Erwin Waldschütz (* 26. September 1948 in Gföhl; † 18. September 1995 in Krems an der Donau) war ein österreichischer Philosoph.
Waldschütz studierte Philosophie, katholische Theologie, mittelalterliche Geschichte und Indologie an den Universitäten Wien und Leuven/Belgien. Ab 1975 lehrte er am Institut für Christliche Philosophie der katholisch-theologischen Fakultät unter dem damaligen Lehrstuhlinhaber Augustinus Karl Wucherer-Huldenfeld Geschichte der Philosophie. Später war er selbst Professor für Philosophie an der Universität Wien. 1987 erhielt er den Kardinal-Innitzer-Förderungspreis für Geisteswissenschaften.
Waldschütz war ein hervorragender Kenner der Philosophie und Theologie Meister Eckharts. Neben der Philosophie des Mittelalters waren seine Hauptarbeitsgebiete die Begründungsproblematik der Menschenrechte und Grundfreiheiten sowie sozialethische und ideologiekritische Fragen.
Waldschütz starb nach langer Krankheit mit 47 Jahren an Gehirntumor.

## Werke
- Denken und Erfahren des Grundes: Zur philosophischen Deutung Meister Eckharts. Wien: Herder, 1989
- Gedanken des Friedens. Graz: Universität, 1982
- Meister Eckhart: Eine philosophische Interpretation der Traktate. Bonn: Grundmann, 1978
- Miroslav Marcelli, Erwin Waldschütz (Herausgeber): Jenseits der Grenzen. Dokumentation einer Begegnung. Bratislava, Wien: 1992
- Wahrnehmungen und Rezeption französischer Philosophie in Österreich (1918–1993): Friedrich Koja / Otto Pfersmann (Hg.): Frankreich – Österreich. Wechselseitige Wahrnehmungen und wechselseitiger Einfluß seit 1918. Wien: Böhlau 1994